# Elyptron leucosticta
Elyptron leucosticta là một loài bướm đêm trong họ Noctuidae.